# Nora Keita Jemisinová
Nora Keita Jemisinová (* 19. září 1972, Iowa City) je americká černošská spisovatelka v žánru sci-fi a fantasy. Díky své trilogii Broken Earth se stala prvním autorem, který získal cenu Hugo za nejlepší knihu třikrát po sobě. Celkem získala cenu Hugo pětkrát (ještě za knihu povídek Emergency Skin a komiks Far Sector). Cenu Hugo za nejlepší román získala jako první autor černé pleti. Čtyřikrát získala cenu Locus (The Hundred Thousand Kingdoms, The Stone Sky, Emergency Skin, The City We Became), za román The Stone Sky obdržela i cenu Nebula, tu získala i za knihu povídek How Long 'til Black Future Month?. Vystudovala psychologii na Univerzitě v Marylandu a jako psycholožka i pracuje. Je tzv. afrofuturistkou.